# Ranunculus ollissiponensis
Ranunculus ollisiponensis es una planta  de la familia de las ranunculáceas.

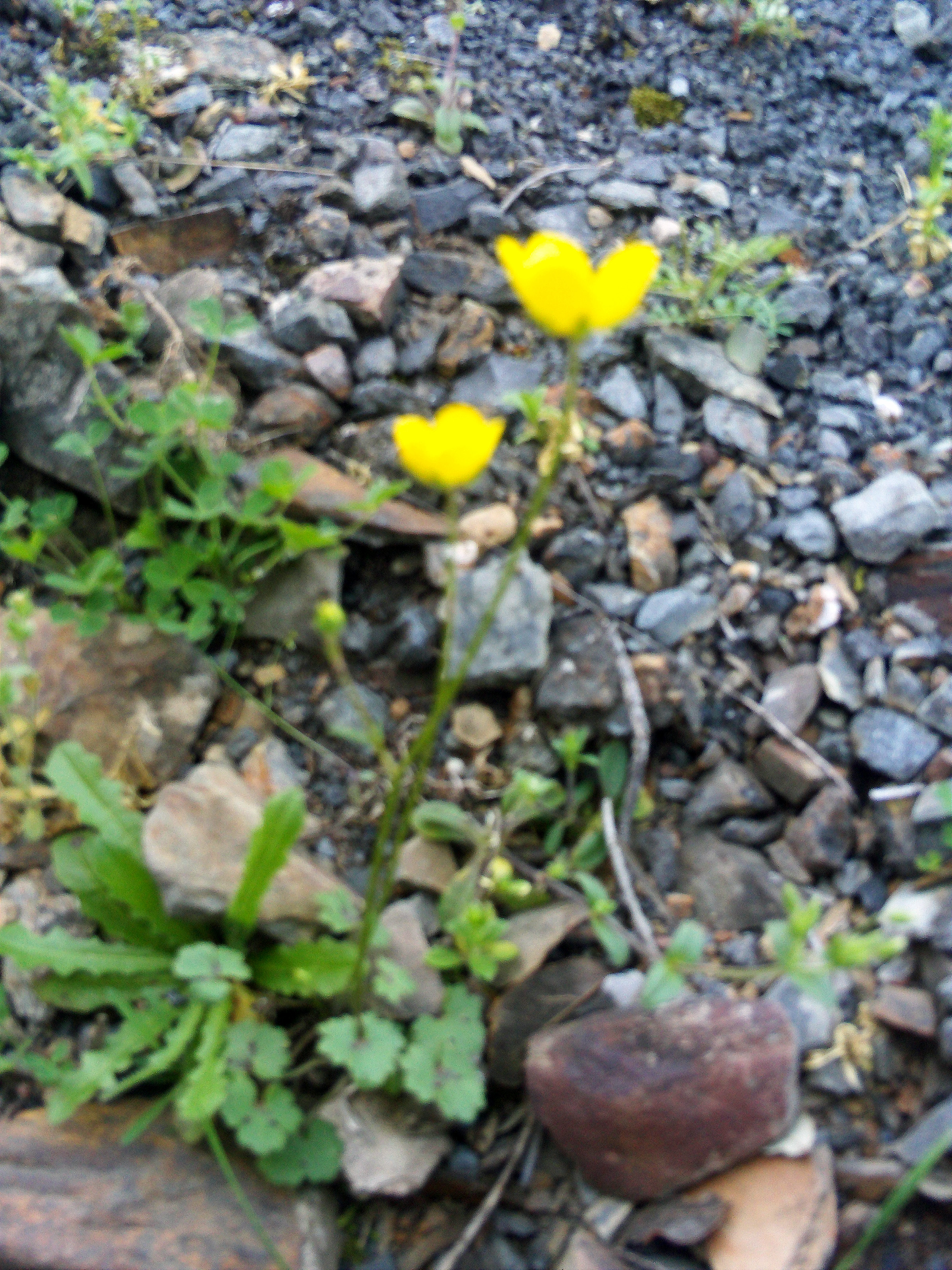
En su hábitat

## Descripción
Hierba vivaz  con raíces tuberosas, cortas, cilíndricas o napiformes. Tallos erectos, densamente pelosos, de 4-40 cm de altura. Hojas en roseta basal largamente pecioladas, lámina de contorno ovado o acorazonado, más o menos profundamente hendida para formar 3-5 lóbulos, pubescentes. Flores al final de los tallos; cáliz constituido por 5 sépalos de color verde-amarillento aplicados a los pétalos; corola formada por 5 pétalos amarillos, muy brillantes en la cara superior; estambres y carpelos numerosos. Frutos (aquenios) generalmente pelosos, con picos curvados, agrupados en una cabezuela cilíndrica. Florece en primavera.

## Distribución y hábitat
En el centro de la península ibérica. Muy común en la mayoría de los melojares y pinares serranos. También crece en encinares y en los claros de los piornales.

## Taxonomía
Ranunculus ollissiponensis fue descrita por Christiaan Hendrik Persoon y publicado en Syn. Pl. 2: 106 1806.
Citología
Número de cromosomas de Ranunculus ollissiponensis (Fam. Ranunculaceae) y táxones infraespecíficos: 2n=16
Etimología
Ver: Ranunculus
Sinonimia
- Ranunculus carpetanus Boiss. & Reut.
- Ranunculus escurialensis Boiss. & Reut. ex Freyn
- Ranunculus nevadensis Willk.
- Ranunculus suborbiculatus Freyn[4]